# Hańce
Hańce (biał. Ганцы, Hancy; ros. Ганцы, Gancy) – wieś na Białorusi, w obwodzie brzeskim, w rejonie kamienieckim, w sielsowiecie Rzeczyca, nad Leśną Lewą, w granicach Parku Narodowego „Puszcza Białowieska”.

## Historia
W XIX i w początkach XX w. położone były w Rosji, w guberni grodzieńskiej, w powiecie brzeskim, w gminie Dworce.
W dwudziestoleciu międzywojennym leżały w Polsce, w województwie poleskim, do 12 kwietnia 1928 w powiecie brzeskim, w gminie Dworce, następnie w powiecie prużańskim, w gminie Horodeczno. W 1921 miejscowość liczyła 68 mieszkańców, zamieszkałych w 13 budynkach, wyłącznie Polaków wyznania prawosławnego.
Po II wojnie światowej w granicach Związku Sowieckiego. Od 1991 w niepodległej Białorusi.